# Малышево (село, Раменский район)
Ма́лышево — село в Раменском муниципальном районе Московской области. Входит в состав сельского поселения Кузнецовское. Население — 1082 чел. (2010).

## Название
Название связано с некалендарным личным именем Малыш.

## География
Село Малышево расположено в восточной части Раменского района, примерно в 10 км к юго-востоку от города Раменское. Высота над уровнем моря 116 м. В 4 км к западу от села протекает река Гжелка. В селе 12 улиц — Бронницкая, Железнодорожная, Казармы 57 км, Красная, Молодёжная, Пограничная, Полевая, Садовая, Солнечная, Сосновая, Ст. Бронницы, Школьная; тупик Садовый; приписано 7 СНТ. Ближайший населённый пункт — деревня Кузнецово.

## История
В 1926 году село являлось центром Малышевского сельсовета Загорновской волости Бронницкого уезда Московской губернии.
С 1929 года — населённый пункт в составе Раменского района Московского округа Московской области.

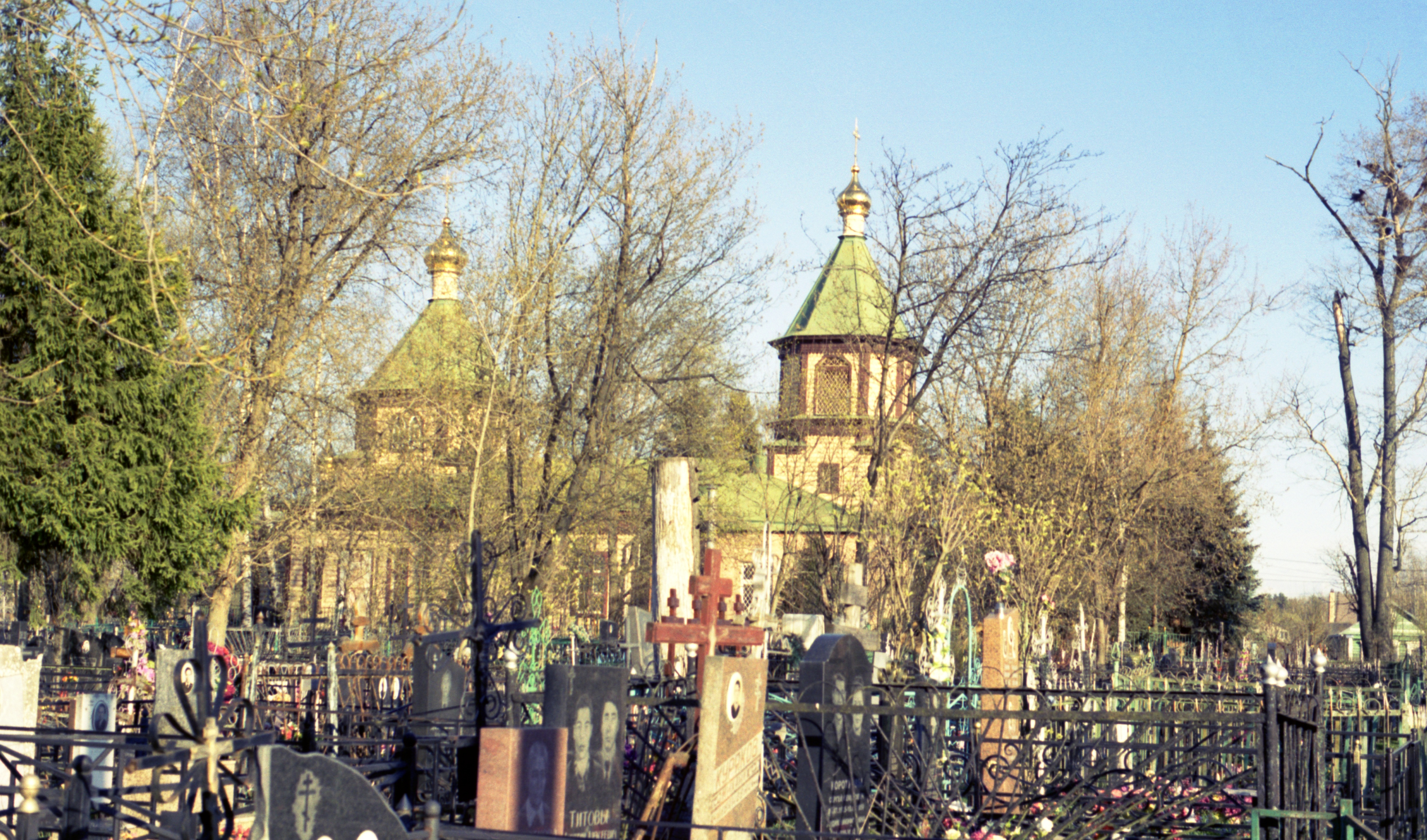
Деревянная церковь в Малышево

До муниципальной реформы 2006 года деревня входила в состав Кузнецовского сельского округа Раменского района.

## Население
| 1926 | 2002 | 2010  |
| ---- | ---- | ----- |
| 476  | ↗653 | ↗1082 |

В 1926 году в селе проживало 476 человек (200 мужчин, 276 женщин), насчитывалось 99 хозяйств, из которых 93 было крестьянских. По переписи 2002 года — 653 человека (309 мужчин, 344 женщины).